# Isola Korga
L'isola Korga (in russo Остров Корга, ostrov Korga) è un'isola russa che fa parte dell'arcipelago di Severnaja Zemlja ed è bagnata dal mare di Kara.
Amministrativamente fa parte del distretto di Tajmyr del Territorio di Krasnojarsk, nel Distretto Federale Siberiano.

## Geografia
L'isola è situata 11,5 km a sud della costa sud-orientale dell'isola della Rivoluzione d'Ottobre, a sud-est del capo di Sverdlov (мыс Свердлова, mys Sverdlova), e 4 km a nord dell'isola Bol'šoj, la più settentrionale delle isole Krasnoflotskie.
Ha una forma ovale con una lunghezza massima di poco inferiore ai 200 m. Non ci sono rilievi significativi. L'isola è quasi completamente coperta dal ghiaccio.

## Isole adiacenti
- Isola di Sverdlov (остров Свердлова, ostrov Sverdlova), a nord.
- Isola Chlebnyj (остров Хлебный, ostrov Chlebnyj), a nord-nord-est.
- Isola Chitryj (остров Хитрый, ostrov Chitryj), 4 km a nord.
- Isola Bol'šoj (остров Большой, ostrov Bol'šoj), 4 km a sud.